# Al-Bawiti
Al-Bawiti (ook geschreven als Bawit, Bawiti of El-Bawiti; Arabisch: الباويطي) is een plaats in het Egyptische gouvernement Gizeh. Het heeft ongeveer 30.000 inwoners, en is hiermee de grootste plaats in de Bahariya-oase in de Westelijke Woestijn. De belangrijkste producten zijn graan, rijst en dadels.
Aan het eind van de jaren 90 hebben archeologen bij Al-Bawiti een grote begraafplaats gevonden. Hierin bevinden zich mummies, waarvan sommige een gouden dodenmasker dragen.
In Al-Bawiti is een systeem van aquaducten te zien. Deze worden manafis genoemd en zijn in totaal meer dan 3 kilometer lang. Het systeem stamt uit de 26e dynastie, en is in de Romeinse tijd uitgebreid. Het voorzag de stad van water uit de bron Ain el-Hubaga, en heeft tot in de twintigste eeuw gefunctioneerd.
Rondom Al-Bawiti zijn verschillende tombes uit de 26e dynastie gevonden, een galerij met gemummificeerde vogels, en een tempel gewijd aan Hercules, evenals het Klooster van Apollo.